# Apollo 18: Mission to the Moon
Apollo 18: Mission to the Moon — компьютерная игра в жанре космический симулятор, разработанная компанией Artech Digital Entertainment и выпущенная компанией Accolade, Inc. в 1988 году на платформе Commodore 64. К январю 1989 года игра была портирована на DOS компанией Ted Gruber Software.
Apollo 18: Mission to the Moon является одной из первых игр, представляющей собой реалистичный симулятор космоса. Игра предлагает симуляцию вымышленной экспедиции «Аполлон 18», в которой игроку требуется с момента обратного отсчёта запуска ракеты пройти все этапы миссии с посадкой на Луну и последующим возвращением на Землю. Игровой процесс представлен набором мини-игр, каждая из которых относится к одному из этапов экспедиции, во время которых нужно вывести ракету на околоземную орбиту, выполнить стыковку и орбитальные манёвры для достижения Луны, произвести посадку, решить задачи экспедиции, взлететь и выйти на окололунную орбиту для стыковки, отремонтировать орбитальные спутники и вернуться на Землю.
Игровая пресса отметила в Apollo 18: Mission to the Moon хорошую графику, реалистичную речь, атмосферу игры и подробные инструкции к ней. В то же время критике подверглась простота игрового процесса и симуляции. Помимо этого, журналисты посчитали игру нереиграбельной.

## Сеттинг
В 1961 году президентом США Джоном Кеннеди была поставлена задача высадки человека на Луну к концу десятилетия, которая была выполнена в рамках программы «Аполлон» в 1969 году. Программа подразумевала несколько запусков, в каждом из которых экспедиции ставилась задача высадки на Луне и выполнения научной программы. В этом историческом контексте миссий программы Apollo 18: Mission to the Moon призывает игрока побывать участником данных событий и тем самым формирует игровой вызов.
Действие в игре начинается в начале 1980-х, когда стартует экспедиция программы «Аполлон» под номером 18. В реальности последним пилотируемым полётом программы был «Аполлон 17», когда была осуществлена и последняя высадка астронавтов на Луну. Игра предлагает симуляцию «Аполлон 18», в рамках которой игрок выбран командиром экипажа и должен пройти все этапы миссии, начиная с подготовки на стартовой площадке и заканчивая приводнением в Атлантическом океане.
На момент выхода игра идея высадки на Луне не являлась новой в игровой индустрии. Со времени выхода игры Lunar Lander, выпущенной в 1979 году и симулирующей посадку на Луну, было создано несколько различных игр. Новизна Apollo 18: Mission to the Moon заключается в симуляции полноценной экспедиции, содержащей всю последовательность событий, и участии игрока в восьми ключевых моментах миссии.

## Сюжет

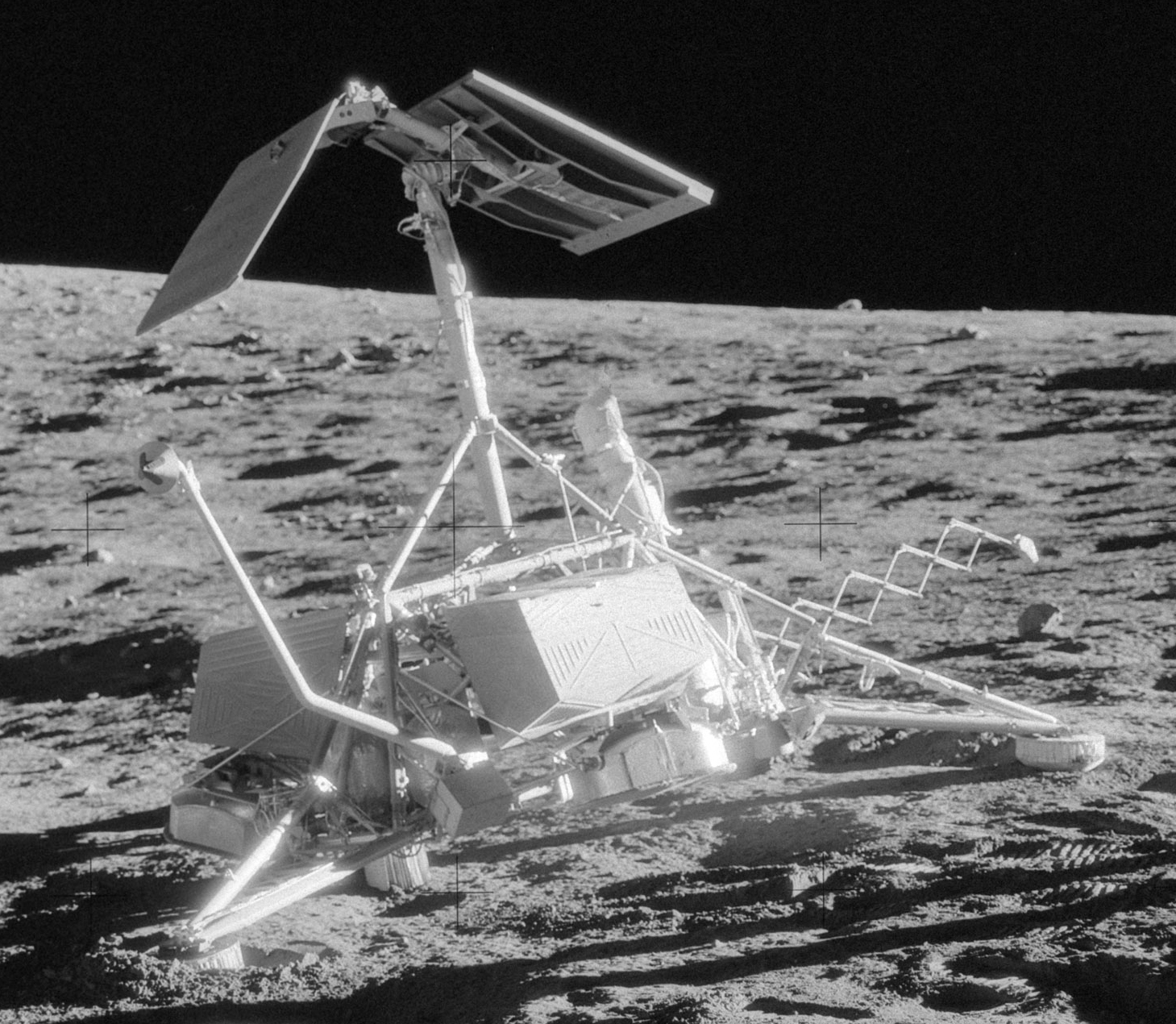
«Сервейер-3» на Луне. Фотография Алана Бина через два года после посадки аппарата

Сюжет игры является последовательным: игрок проходит один за другим все этапы лунной миссии. Действие начинается в центре управления полётами, когда ракета готова к старту, игроку нужно проверить по телеметрии состояние всех систем и начать 15-секундный обратный отсчёт. В дальнейшем космический корабль выходит на орбиту вокруг Земли. После её достижения астронавты выполняют несколько орбитальных манёвров для того, чтобы покинуть окрестности Земли, приблизиться к Луне и выйти на её орбиту. Затем производится расстыковка командного и лунного модулей, первый остается на орбите, а второй выполняет спуск на Луну. После посадки астронавты выходят на лунную поверхность и выполняют задачи экспедиции, в которые входит поиск находящегося на Луне с 1967 года аппарата «Сервейер-3» и возврат на Землю некоторой части его оборудования.
По завершении пребывания на Луне астронавты выполняют взлёт и выходят на орбиту к командному модулю, с которым производится стыковка. Далее астронавты выполняют ремонт трёх орбитальных спутников с выходом в космос. После этого производятся орбитальные манёвры для полёта к Земле, где, используя способ «двойного нырка», корабль сбрасывает скорость, входит в плотные слои атмосферы и приводняется.

## Игровой процесс

Игровой процесс Apollo 18: Mission to the Moon (DOS). Показана 24-я секунда полёта, происходит отделение САС от ракеты-носителя после достижения безопасной высоты (Jettison Tower). Слева внизу показан коридор выхода на орбиту Земли и текущее положение ракеты. Справа отображены результаты трёх последних действий игрока, первое из которых произошло с опозданием и превышением порогового значения (но за счёт предыдущего отрицательного значения баланса полёт проходит в штатных пределах), второе и третье действие с небольшим отклонением в плюс и минус соответственно (последнее минус 18 единиц). Левее изображено состояние гироскопа в виде двух вертикальных столбцов.

Игровой процесс представлен восемью мини-играми, которые запускаются последовательно по мере выполнения задач экспедиции. Миссия может закончиться на одном из этапов с одним из возможных результатов: успешное возвращение на Землю с приводнением в океане; небольшие проблемы, в результате которых миссия срывается, но экипаж возвращается невредимым на Землю; большие сложности (например, проблемы во время стыковки на орбите Луны), в результате которых корабль и экипаж погибают или навсегда остаются в космосе. На каждом из этапов в зависимости от качества исполнения игроку начисляются очки (например, чем быстрее и точнее произвести стыковку, тем больше будет начислено очков), а по завершении миссии все очки суммируются.
Apollo 18: Mission to the Moon представлен следующими этапами-играми:
- Подготовка корабля, выход на орбиту Земли с помощью ракеты «Сатурн IV-B» и полёт к Луне. Во время подготовки игрок с помощью данных телеметрии проверяет подсистемы ракеты (двигатели, электронику и др.). После проверки даётся команда начала обратного отсчёта (с 15 секунд). С этого момента и до выхода на орбиту Земли игровой процесс состоит в выполнении штатных действий в заданные моменты времени и в стабилизации гироскопа. Первое представляет собой ряд событий (зажигание двигателей ступеней, отделение системы аварийного спасения (САС) и др.), и для каждого шага игроку нужно подать команду точно вовремя. Отклонение от идеального значения приводит к изменению курса ракеты, а сами отклонения суммируются. Если сумма превышает по модулю 143 единицы, то ракета не выходит на орбиту Земли. Параллельно с этим игрок должен следить за состоянием гироскопа, представленного в игре в виде двух столбцов, самопроизвольно меняющих свою высоту. Игрок может нажатием кнопки либо поднять на некоторое значение левый столбец и при этом опустить правый, либо поднять правый и опустить левый. Слишком высокое или слишком низкое значение любого из столбцов приводит к аварийному завершению полёта. После выхода на орбиту Земли игрок с помощью бортового компьютера проверяет состояние корабля. Если не было серьёзных повреждений, а топлива достаточно для дальнейшего полёта, то корабль выполняет манёвр вывода на траекторию полёта к Луне[англ.][4][7][8].

Манёвр вывода на траекторию полёта к Луне.

- Отстыковка лунного модуля и стыковка в космосе. Задачей является отстыковка лунного модуля от командного, разворот его на 180°, стыковка с командным модулем и сброс последней ступени ракеты-носителя. Игрок управляет положением корабля во время стыковки, меняя его направление, а также может включать двигатели для ускорения. Для выполнения задания дается несколько попыток, во время которых нужно произвести стыковку аккуратно и при этом не израсходовать топлива больше порогового значения[4][7].
- Орбитальные манёвры для коррекции курса. Для точного выхода на орбиту Луны кораблю нужно выполнить несколько запусков ракетного двигателя. В игре бортовой компьютер определяет момент и продолжительность включения двигателей. В случае ошибок игроку потребуется выполнить дополнительные корректирующие включения двигателей, но при этом количество попыток ограничено. Первый орбитальный манёвр выполняется после нескольких часов полёта к Луне для точного подлёта. Второй орбитальный манёвр делается вблизи Луны и выводит корабль на окололунную орбиту[7].
- Лунная посадка. Для выполнения посадки игрок имеет в распоряжении три двигателя — два корректирующих по горизонтали и один для снижения вертикальной скорости. Также в процессе прилунения требуется выполнить ряд действий, таких как активация реактивной системы управления, выпуск опоры аппарата и другие. Бортовой компьютер показывает коридор спуска, внутри которого игроку нужно удерживать спускающийся лунный модуль. Если корабль отклоняется от первоначальной заданной траектории, то бортовая система может перенаправить модуль на другое место посадки, но таких мест имеется только три (Море Спокойствия и лунные кратеры Литтров и Декарт). Если игрок не сможет прилуниться ни в одном из этих трёх мест, то миссия заканчивается[4][7][8].
- Выход на Луну и посещение корабля «Сервейер-3». На данном этапе игроку нужно добраться до лунного зонда «Сервейер-3», который прилунился в 1967 году, и забрать с него фотоплёнку и некоторые части аппарата. Для этого астронавт должен выйти на лунную поверхность и пешком преодолеть расстояние до зонда. Во время движения игроку требуется балансировать, чтобы не упасть, держаться направления по карте, и при этом прыгать, так как это ускоряет перемещение. Быстрое движение к зонду и обратно необходимо, так как запас кислорода у астронавта ограничен. После достижения «Сервейер-3» астронанавт берёт часть оборудования зонда и переносит его на лунный модуль[4][7].
- Взлёт с Луны и стыковка с командным модулем. Здесь взлёт и приближение к командному модулю происходят при помощи автоматики: игроку нужно лишь дождаться нужного момента (когда командный модуль будет пролетать над ним) и стартовать с поверхности Луны. В дальнейшем сближение происходит под контролем с Земли. Игроку для выполнения задания нужно произвести стыковку лунного модуля, и данные действия по игровому процессу аналогичны стыковке, выполнявшейся на более раннем этапе (см. «Отстыковка лунного модуля и стыковка в космосе»)[4].
- Миссия по ремонту спутников. Целью является захват трёх спутников, находящихся на окололунной орбите, и их ремонт. Для этого происходит сближение корабля со спутниками, далее игрок выполняет выход в открытый космос (выполнив при этом декомпрессию кабины и открыв люк). Приближение к спутнику и его захват выполняются в трёхмерном пространстве, в котором игрок управляет астронавтом[7][8].
- Возвращение, спуск и приводнение. На данном этапе игрок направляет свою капсулу к Земле посредством операций коррекции курса и после приближения к ней входит в атмосферу (см. этап «Орбитальные манёвры для коррекции курса»). Далее после вхождения в плотные слои атмосферы необходимо удерживать капсулу в заданном коридоре, так как отклонение от него приводит к повышению температуры спускаемого модуля. Если температура превышает пороговое значение, то экипаж погибает. Вхождений в атмосферу запланировано два («двойной нырок»), когда после первого сбрасывается орбитальная скорость аппарата, а второе вхождение завершается открытием парашютов и приводнением аппарата[4][7].

Обозреватели отмечали, что игровой процесс значительно упрощён, так как игроку в значительном числе случаев необходимо просто нажимать и отпускать кноку «огонь» в нужные моменты игры.

## Разработка и выпуск игры
Apollo 18: Mission to the Moon была разработана компанией Artech Digital Entertainment. Дизайн игры был выполнен Риком Банксом (англ. Rick Banks) и Полом Батлером (англ. Paul Butler), который работал и над звуковым сопровождением. Программированием занимались Филип Амстронг (англ. Philip Armstrong) и Лайс Мендоза (англ. Lise Mendoza), а художником проекта был Грант Кампбелл (англ. Grant Campbell). Игра была выпущена к февралю 1988 года на платформе Commodore 64 и распространялась компаниями Accolade, Inc. в США и Electronic Arts в Европе.
О потенциальном выпуске на платформе ZX Spectrum было объявлено в ноябре 1987 года в журнале CRASH. После выхода игры было объявлено, что не планируется в скором времени портирование на платформы ZX Spectrum, Amstrad CPC, Atari ST и Amiga, но вместе с тем было сообщено, что исходя из качеств выпущенной игры её портированные версии для ZX Spectrum и Amstrad CPC должны получиться очень хорошими, а для Amiga и Atari ST ожидаются улучшения в графике и звуке с использованием оцифрованных изображений настоящих миссий программы «Аполлон». В дальнейшем, однако, игра была портирована только на DOS, что было сделано к январю 1989 года. Разработку портированной версии выполняла та же команда разработчиков, которая создавала оригинальную Apollo 18: Mission to the Moon, но под именем компании Ted Gruber Software.

## Оценки и мнения
| Иноязычные издания | Иноязычные издания | Иноязычные издания |
| Издание            | Оценка             | Оценка             |
| Издание            | Commodore 64       | DOS                |
| ------------------ | ------------------ | ------------------ |
| ACE                | 549/1000           |                    |
| Commodore User     | 8/10               |                    |
| Power Play         | 18,5/30            | 43 %               |
| The Games Machine  | 73 %               | 74 %               |
| Zzap!64            | 81 %               |                    |

Со стороны игровой прессы были получены сдержанные и несколько противоречивые отзывы. Критики согласились в том, что игра реалистична и погружает в атмосферу лунной экспедиции, имеет хорошую проработку деталей, звуковые спецэффекты и документацию. В то же время в обзорах отмечалось, что у Apollo 18: Mission to the Moon низкая реиграбельность и простой игровой процесс, главным образом ориентированный на реакцию игрока.
Журналистами отмечалась хорошая подача игры и её проработка (инструкции, разнообразная таблица очков, полезные функции интерфейса, такие как рестарт миссии и установка на паузу). Положительно была оценена графика, для которой характерно хорошее исполнение, оцифрованные изображения и прорисовка деталей. Обозреватели изданий хвалили звуковое сопровождение Apollo 18: Mission to the Moon — как спецэффекты, так и человеческую речь. В рецензии Commodore User последняя была названа не идеальной, но по качеству походящей на ту, которую можно слышать по настоящей космической связи. Положительных комментариев удостоилась атмосфера игры: обозреватели ZZap! отметили, что игра даёт ощущение того, что игрок «побывал там»; в редакции The Games Machine посчитали, что погружение в «замечательную атмосферу» космической миссии и ощущение присутствия в ней достигается спецэффектами графики и звукового оформления.
Оценки игрового процесса и симуляции были противоречивыми. В редакции ZZap! посчитали игру увлекательной по причине наличия различных игровых механик, а также отметили детальность и точность симуляции. В рецензии Commodore User подчёркивалось, что Apollo 18: Mission to the Moon — не только оригинальная, но и увлекательная игра. В то же время в статье The Games Machine было сказано, что игра точно воспроизводит миссию полёта на Луну, имеет достаточно контента, но при этом симуляция существенно ограничивает игрока, которому приходится действовать в ограниченном диапазоне параметров. Это приводит к тому, что игра теряет глубину и игровой процесс получается простым — предполагается, что исправление данных недостатков могло улучшить интерактивность и расширить опыт игрока. Критик ACE назвал игру странной, так как по его мнению, игрок ощущает себя проходящим не игру, а серию старомодных тестов на реакцию, и при этом ему нужно провести несколько часов в тренировках для того, чтобы выполнить задачу и перейти к следующему этапу. Первая мини-игра охарактеризована как чрезвычайно сложная для игрока в первые несколько попыток, а после привыкания весьма скучная. Последующие этапы игры описаны как простые с точки зрения игрового процесса и не требующие больших усилий. С этим критиком согласились журналисты Power Play, которые отметили, что на самом деле игра не является симуляцией, и порекомендовали её казуальным игрокам, посчитав для хардкорных скучной и короткой. В целом автор статьи ACE охарактеризовал Apollo 18: Mission to the Moon как провал — по его словам, разработчики не смогли добиться ни достаточной сложности, ни стоящей упоминания симуляции, ни развлекательной ценности.
Журналисты изданий отметили низкую реиграбельность Apollo 18: Mission to the Moon. По словам критиков, изначально пройти миссию до конца сложно, но после первого успешного завершения игра становится скучной.
В публикации The Games Machine после выхода версии для DOS портированный вариант игры сравнивался с оригинальным. В этом сравнении звук DOS-версии был охарактеризован как посредственный, сама игра описана как увлекательная на всех её этапах, но при этом было отмечено, что по сравнению с версией Commodore 64 не произошло никаких улучшений.